# 4418 Fredfranklin
4418 Fredfranklin (1931 TR1) là một tiểu hành tinh vành đai chính được phát hiện ngày 9 tháng 10 năm 1931 bởi Karl Reinmuth ở Heidelberg.